# 王鉞 (弘治進士)
王鉞（1449年—？），字懋揚，浙江台州府臨海縣人，民籍，明朝政治人物。

## 生平
成化十六年（1480年）庚子科浙江鄉試第八名舉人。弘治三年（1490年）中式庚戌科會試第一百六十七名，三甲第九十名進士。六年八月授翰林院检讨，陪侍諸王读书。王鉞等九人以府潦沉滞，请别为叙迁之格，被吏部尚书耿裕所阻，遂聚众闹事，因以诋毁大臣，俱发为民。弘治十二年任江西鄱阳县知县。

## 家族
曾祖王祚；祖父王召南；父王克厚，母趙氏。永感下。